# Loris Karius
Loris Sven Karius (Biberach an der Riß, 1993. június 22. –) profi német labdarúgókapus, a Schalke 04 játékosa.

## Pályafutása

### VfB Stuttgart
Az első nagyobb csapat, amelynek az ifjúsági csapatában játszhatott. Ezt megelőzően az FV Biberach, az SG Mettenberg és az SSV Ulm 1846 akadémiáin szerepelt. Stuttgartban való szereplése végére még az U16-os válogatott keretbe is beválogatták.

### Manchester City
Ez volt az első Németországon kívüli csapata. A Macedónia elleni válogatott mérkőzésen figyeltek fel rá és hívták meg őt Angliába családjával együtt. Az U18-as és az U21-es csapatban is megmutathatta magát, azonban kiemelkedő teljesítményt nem tudott nyújtani.

### Mainz 05

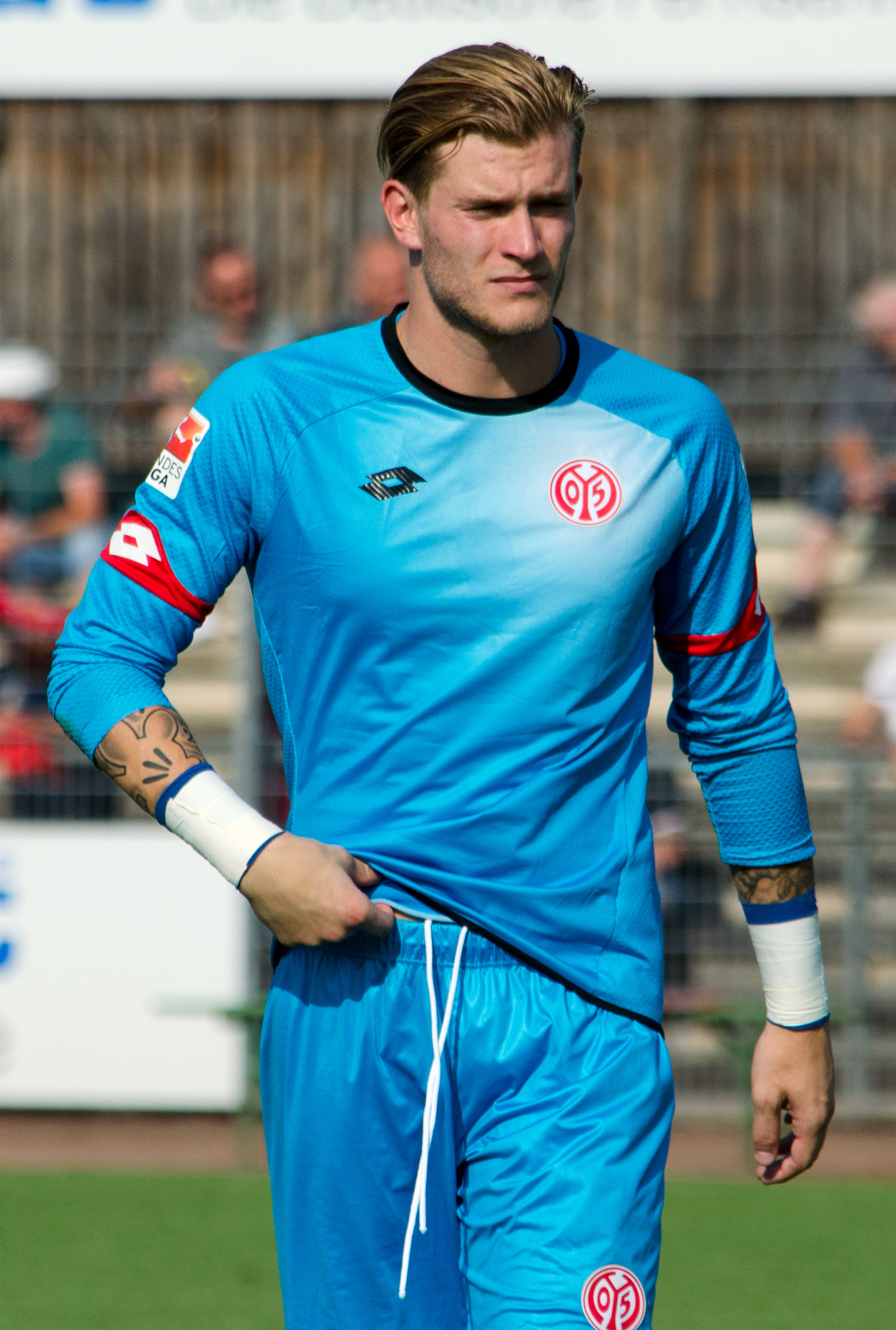
Loris Karius a Mainz 05 2015-ben

Először egy rövid időre csak kölcsönvették a Manchester Citytől, de 2012-ben véglegesítették az átigazolást.
2012. december elsején debütálhatott a felnőtt csapatban egy Hannover 96 elleni meccsen. Karius a továbbiakban megbízható teljesítményének köszönhetően első számú kapus lett a csapatánál, és szerződését meghosszabbították három évvel, 2015. január 12-én. A 2015–2016-os szezonban állandó helye lett a kapuban, amit magabiztos teljesítményével hálált meg. Egy közvélemény-kutatáson a bajnokság harmadik legjobb kapusának is megválasztották.

### Liverpool

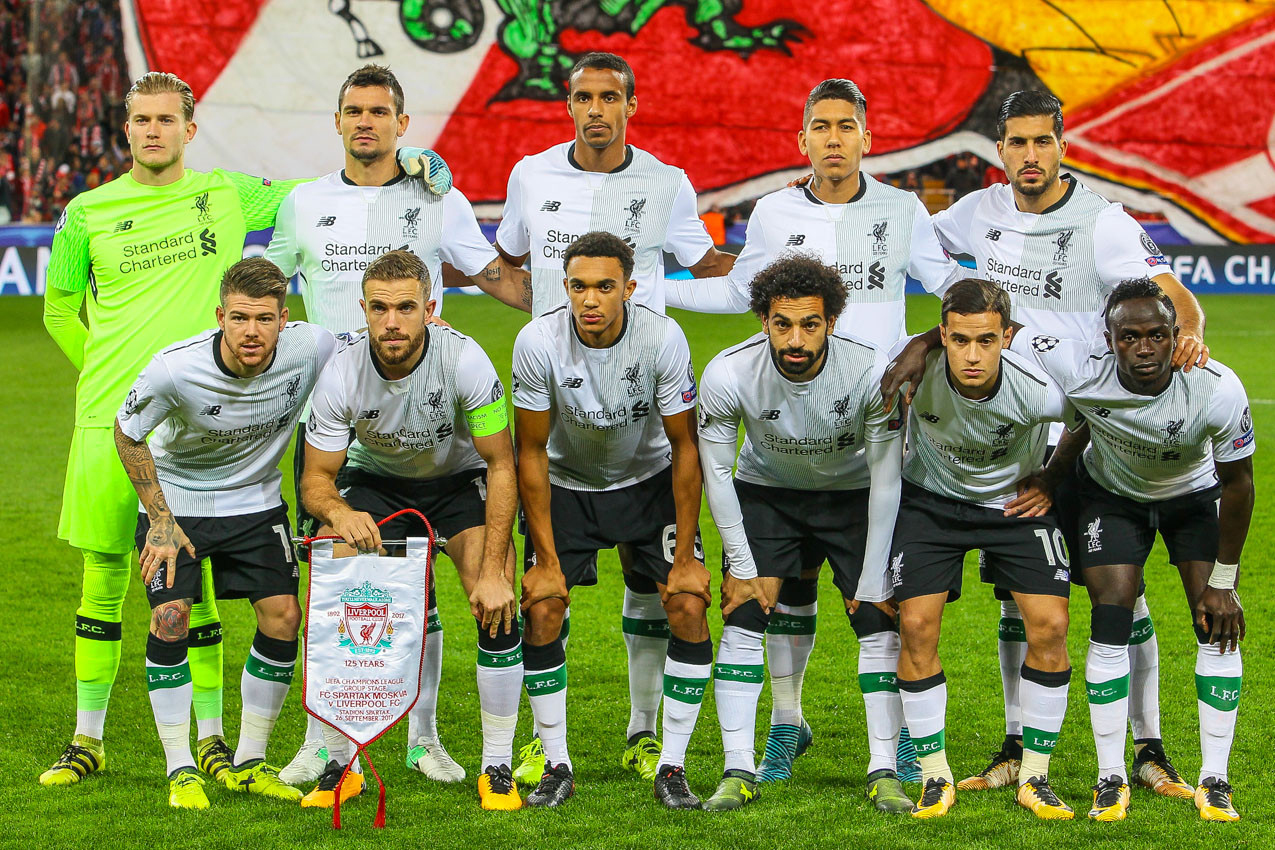
Karius (bal felső) a Liverpool színeiben 2017-ben a BL-ben

2016. május 24-én a Liverpool FC hivatalosan is bejelentette a szerződtetését. 2018. május 26-án a Real Madrid ellen elveszített BL-döntő fináléjában két hibát is elkövetett. Karius a mérkőzés után sírva kért elnézést az angol szurkolóktól.
2021 júliusában visszatért a kölcsönből. 2022 januárjában Jürgen Klopp kijelentette, hogy nem számít rá a keretbe, majd a szerződése lejártáig nem lépett pályára a klub színeiben. Szerződése lejártát követően távozott.

### Besiktas
2018. augusztus 25-én a török Beşiktaş két évre kölcsönvette a Liverpooltól.
2020. május 4-én közösségi oldalán jelentette be, hogy szerződést bontott a török klubbal, annak pénzügyi gondjai miatt.

### Union Berlin
2020. szeptember 28-án az Union Berlin a 2020–21-es szezonra kölcsönvette. December 22-én mutatkozott be a kupában a Paderborn ellen 3–2-re elvesztett találkozón. 2021. február 13-án a bajnokságban debütált a Schalke elleni gólnélküli mérkőzésen.

### Newcastle United
2022. szeptember 12-én a Newcastle United csapatába igazolt, januárig írt alá, de ezt közös megegyezéssel meghosszabbíthatják a szezon végéig. 2023. január 19-én meghosszabbították a szerződését a szezon végéig. Február 26-án mutatkozott be a ligakupa-döntőben a Manchester United ellen 2–0-ra elvesztett találkozón, miután Nick Pope eltiltott volt. Július 9-én aláírt a következő szezonra. 2024. február 24-én a bajnokságban is bemutatkozott az Arsenal ellen 4–1-re elvesztett mérkőzésen. Július 1-től szabadúszóvá vált.

### Schalke 04
2025. január 14-én a szezon végéig szóló szerződést írt alá a Schalke 04 csapatával.

## Statisztika

### Klubokban
2024. február 24-én lett frissítve.
| Klub                   | Szezon   | Liga                 | Liga            | Liga  | Kupa            | Kupa  | Ligakupa        | Ligakupa | Európai         | Európai | összesen        | összesen |
| Klub                   | Szezon   | Bajnokság            | Pályára lépések | Gólok | Pályára lépések | Gólok | Pályára lépések | Gólok    | Pályára lépések | Gólok   | Pályára lépések | Gólok    |
| ---------------------- | -------- | -------------------- | --------------- | ----- | --------------- | ----- | --------------- | -------- | --------------- | ------- | --------------- | -------- |
| Mainz 05 II            | 2011–12  | Regionalliga West    | 18              | 0     | —               | —     | —               | —        | —               | —       | 18              | 0        |
| Mainz 05 II            | 2012–13  | Regionalliga Südwest | 6               | 0     | —               | —     | —               | —        | —               | —       | 6               | 0        |
| Mainz 05 II            | 2013–14  | Regionalliga Südwest | 3               | 0     | —               | —     | —               | —        | —               | —       | 3               | 0        |
| Mainz 05 II            | Összesen | Összesen             | 27              | 0     | —               | —     | —               | —        | —\|             | —\|     | 27              | 0        |
| Mainz 05               | 2011–12  | Bundesliga           | 0               | 0     | 0               | 0     | —               | —        | 0               | 0       | 0               | 0        |
| Mainz 05               | 2012–13  | Bundesliga           | 1               | 0     | 0               | 0     | —               | —        | —               | —       | 1               | 0        |
| Mainz 05               | 2013–14  | Bundesliga           | 23              | 0     | 0               | 0     | —               | —        | —               | —       | 23              | 0        |
| Mainz 05               | 2014–15  | Bundesliga           | 33              | 0     | 1               | 0     | —               | —        | 2               | 0       | 36              | 0        |
| Mainz 05               | 2015–16  | Bundesliga           | 34              | 0     | 2               | 0     | —               | —        | —               | —       | 36              | 0        |
| Mainz 05               | Összesen | Összesen             | 91              | 0     | 3               | 0     | —               | —        | 2               | 0       | 96              | 0        |
| Liverpool              | 2016–17  | Premier League       | 10              | 0     | 3               | 0     | 3               | 0        | —               | —       | 16              | 0        |
| Liverpool              | 2017–18  | Premier League       | 19              | 0     | 1               | 0     | 0               | 0        | 13              | 0       | 33              | 0        |
| Liverpool              | Összesen | Összesen             | 29              | 0     | 4               | 0     | 3               | 0        | 13              | 0       | 49              | 0        |
| Beşiktaş (kölcsön)     | 2018–19  | Süper Lig            | 30              | 0     | 0               | 0     | —               | —        | 5               | 0       | 35              | 0        |
| Beşiktaş (kölcsön)     | 2019–20  | Süper Lig            | 25              | 0     | 2               | 0     | —               | —        | 5               | 0       | 32              | 0        |
| Beşiktaş (kölcsön)     | Összesen | Összesen             | 55              | 0     | 2               | 0     | 0               | 0        | 10              | 0       | 67              | 0        |
| Union Berlin (kölcsön) | 2020–21  | Bundesliga           | 4               | 0     | 1               | 0     | —               | —        | —               | —       | 5               | 0        |
| Union Berlin (kölcsön) | Összesen | Összesen             | 4               | 0     | 1               | 0     | 0               | 0        | 0               | 0       | 5               | 0        |
| Newcastle United       | 2022–23  | Premier League       | 0               | 0     | 0               | 0     | 1               | 0        | —               | —       | 1               | 0        |
| Newcastle United       | 2023–24  | Premier League       | 1               | 0     | 0               | 0     | 0               | 0        | 0               | 0       | 1               | 0        |
| Newcastle United       | Összesen | Összesen             | 1               | 0     | 0               | 0     | 1               | 0        | 0               | 0       | 2               | 0        |
| Összesen               | Összesen | Összesen             | 207             | 0     | 10              | 0     | 4               | 0        | 25              | 0       | 246             | 0        |